# Hållbarhetsparadoxen
hållbarhetsparadoxen beskriver ett mänskligt beteende i frågor om miljömässig och social hållbarhet. Svenskt Kvalitetsindex definierar hållbarhetsparadoxen som ”glappet mellan vår inställning till hållbarhet och vårt faktiska beteende”.
Hållbarhetsparadoxen handlar inte om skillnader mellan individer utan om hur en och samma individ kan värdera hållbarhet högt och samtidigt agera utan större hänsyn till hållbarhet. Fenomenet är inte begränsat till  Sverige. På engelska kallas det ofta ”the green gap”. Svanens konsumentundersökning 2018 i Norden visade att 77 % av Nordens befolkning är oroliga för miljön och klimatet, men bara 18 % agerar så miljö- och klimatvänligt som de skulle vilja.
Det som avgör konsumenters beteende är inte företagens faktiska hållbarhetsarbete utan kundens upplevelse av företagets hållbarhetsarbete, vilket kan mätas genom ett hållbarhetsindex.